# Sue Nye, Baroness Nye

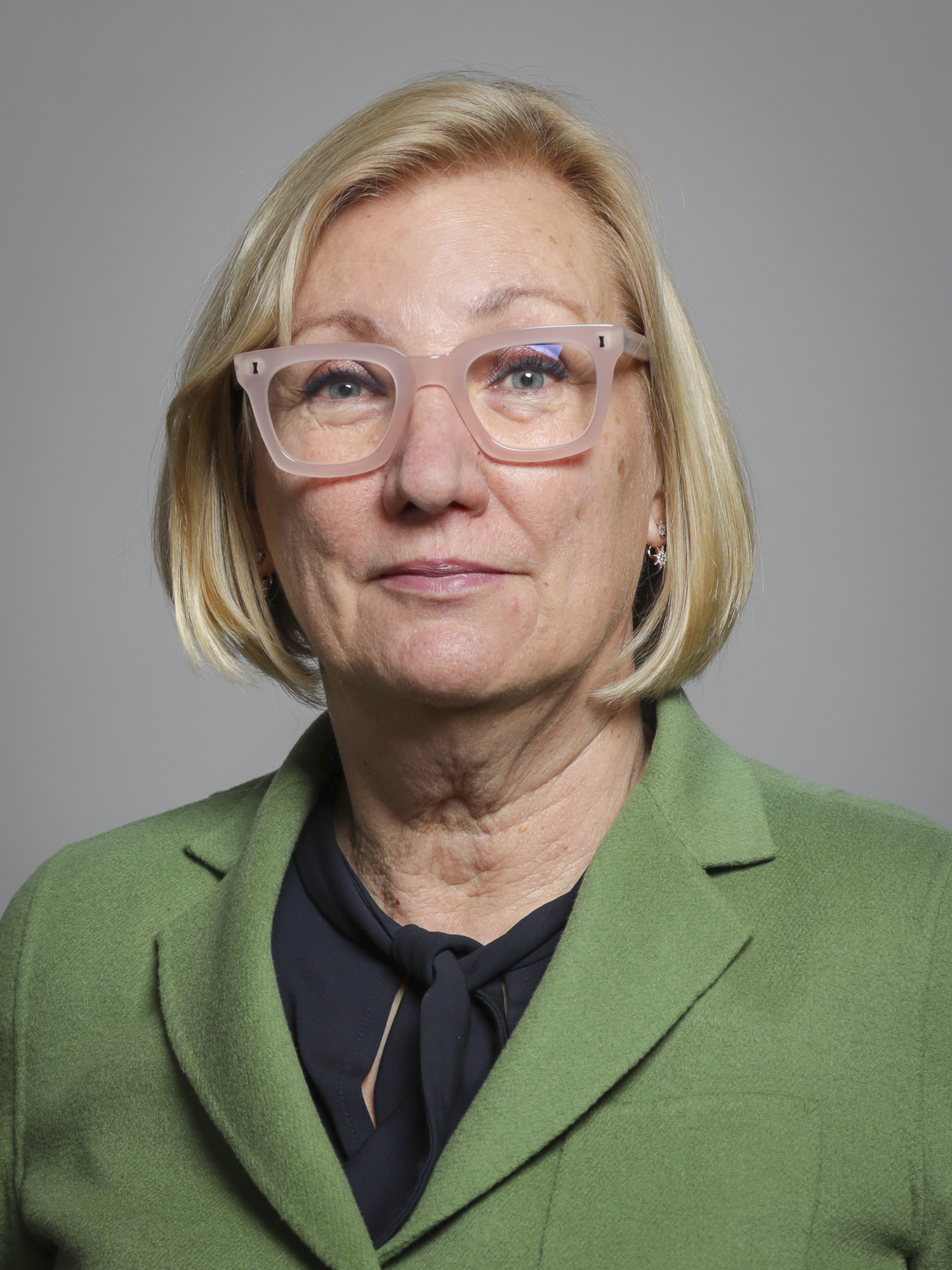
Sue Nye, Baroness Nye

Susan „Sue“ Jane Nye, Baroness Nye (* 17. Mai 1955 in London), ist eine britische Politikerin der Labour Party, die seit 2010 als Life Peeress Mitglied des House of Lords ist.

## Leben
Nach dem Besuch der Westcliff High School for Girls wurde Sue Nye Mitarbeiterin im öffentlichen Dienst, ehe sie später Mitarbeiter in der Parteizentrale der Labour Party war. Während der Amtszeit von Premierminister Tony Blair wurde sie 1997 unbezahlte Sonderberaterin und Politische Sekretärin von Schatzkanzler Gordon Brown. Die Tätigkeit als engste Mitarbeiterin für Brown setzte sich auch fort, nachdem dieser im Mai 2007 als Nachfolger Blairs selbst Premierminister wurde. Während der darauf folgenden Regierungszeit von Brown war sie bis Juni 2010 dessen Direktorin für Regierungsbeziehungen sowie Tagebuchverfasserin. Später wurde sie von Brown jedoch ungerechtfertigt für dessen Verhalten und Auftreten im Wahlkampf bei den Unterhauswahlen am 6. Mai 2010 verantwortlich gemacht wie insbesondere bei dem Gespräch zwischen Brown und der Wählerin Lillian Duffy, das von der Presse aufgenommen wurde.
Sue Nye wurde auf Vorschlag Browns durch ein Letters Patent vom 19. Juli 2010 als Life Peeress mit dem Titel Baroness Nye, of Lambeth in the London Borough of Lambeth, in den Adelsstand erhoben. Kurz darauf erfolgte ihre Einführung (Introduction) als Mitglied des House of Lords.
Baroness Nye ist seit 1989 mit Gavyn Davies verheiratet, der zwischen Oktober 2001 und Januar 2004 Vorsitzender des BBC Board of Governors war.